# Barranc de la Teulera
El Barranc de la Teulera és un barranc del terme de Castell de Mur, a l'antic terme de Guàrdia de Tremp.
Es forma al vessant est del Serrat del Pui, a les Coscolletes, a 599 m. alt., des d'on davalla cap a llevant pel costat sud de les Costes, per prendre de seguida la direcció sud-est i adreçar-se a la Noguera Pallaresa, on s'aboca prop de la Central hidroelèctrica de Reculada, que queda a l'altra banda del riu.